# Gele zoutloper
De gele zoutloper (Pogonus luridipennis) is een keversoort uit de familie van de loopkevers (Carabidae). De wetenschappelijke naam van de soort werd in 1822 gepubliceerd door Ernst Friedrich Germar.